# Becerril
Becerril é um município da Colômbia, localizado no departamento de Cesar.